# Sziamang
A sziamang (Symphalangus syndactylus vagy Hylobates syndactylus) a gibbonfélék legnagyobb termetű képviselője.

## Elterjedése, élőhelye
Csaknem egész Szumátrán, a Maláj-félsziget középső és déli vidékeinek erdőségeiben megtalálhatjuk. A trópusi esőerdőket, trópusi hegyvidéki erdőket kedveli, de 1800 m-es tengerszint feletti magasság fölött már nemigen találkozhatunk vele.

## Alfajai
- Symphalangus syndactylus syndactylus – Szumátrai sziamang
- Symphalangus syndactylus continentis – Maláj-félszigeti sziamang

## Megjelenése

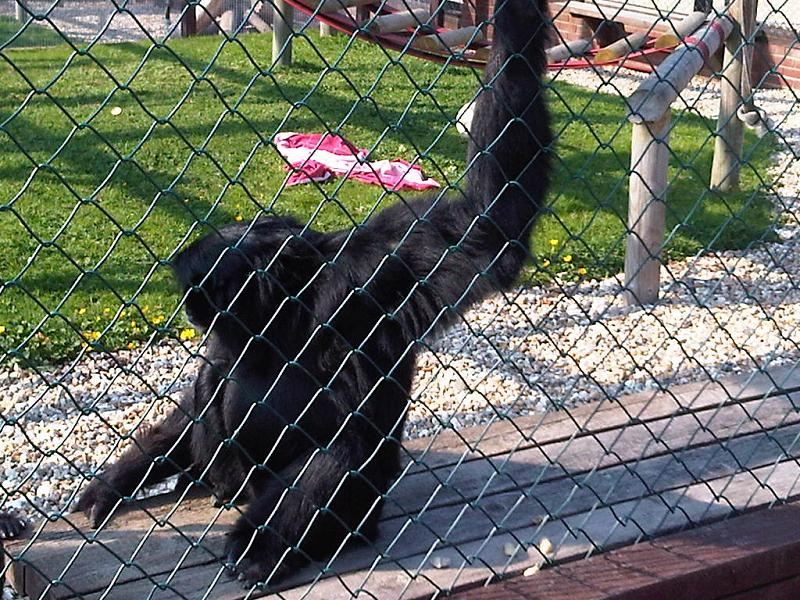
Sziamang a Wight-sziget állatkertjében

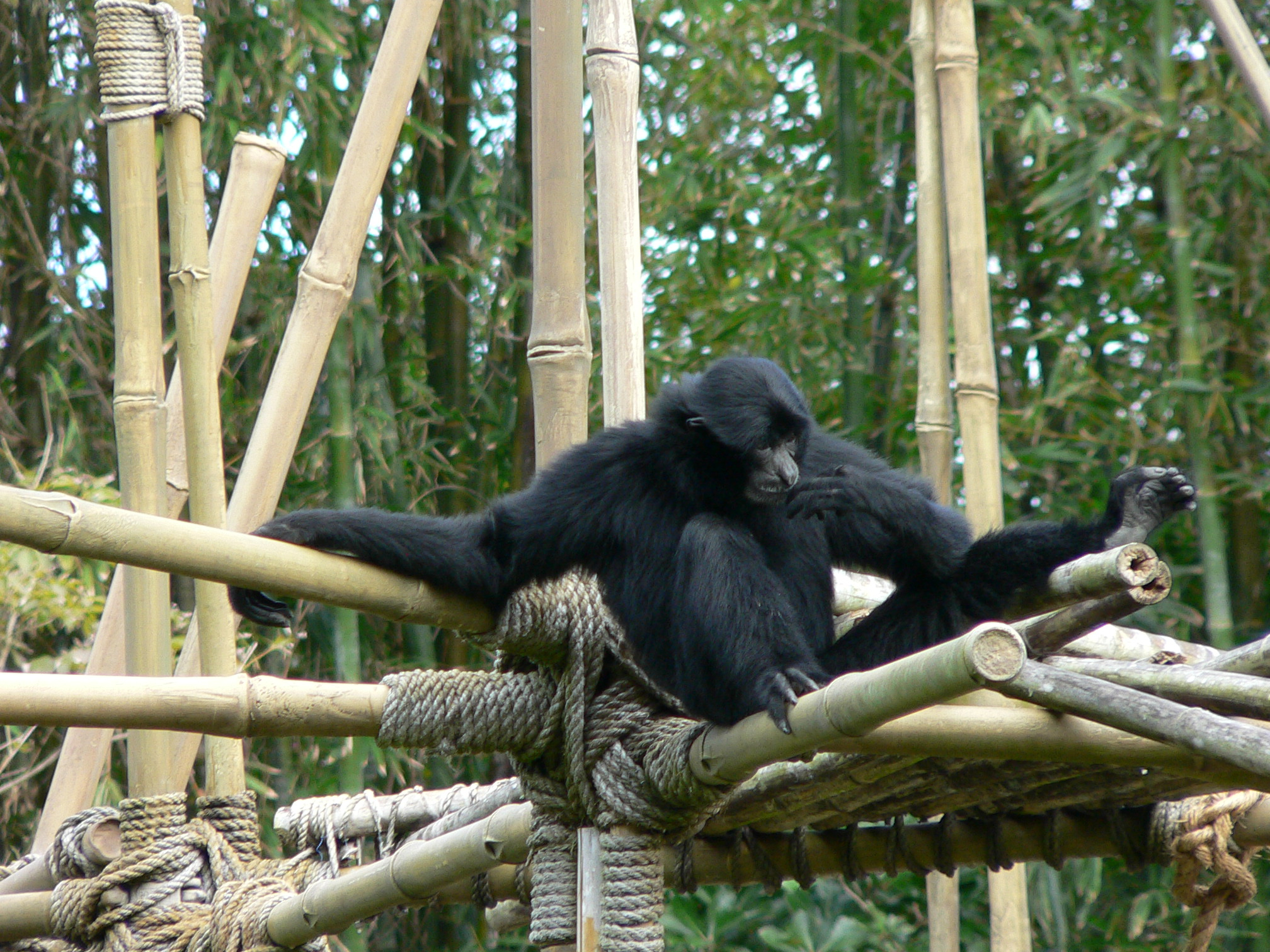

A többi gibbonnál lényegesen nagyobb: testtömege 10–11 kilogramm. Teste 60–80 cm hosszú, és fekete szőrzet borítja, csak a szemöldöke vörösbarna. Karjai különösen hosszúak.
A sziamang sok szempontból különbözik a többi gibbontól, fejlődési vonala már 4,5 millió évvel ezelőtt különvált a többi gibbonétól. Nemcsak karjai feltűnően hosszúak, de megnyúlt és elkeskenyedett kézfeje is a brachiáláshoz alkalmazkodott. A sziamangok mintegy négyötödének a kezén összenőtt a második és a harmadik ujj. Ez a jelenség a szindaktila (innen kapta a sziamangok neme a Syndactylus latin nevet). Csak a hús nőtt egybe, a két ujj csontjai nem forrtak össze.

## Életmódja
Az esőerdő sűrű lombsátrában a sziamangok énekükkel jeleznek egymásnak. Kiáltásaikat hatalmas torokzacskójuk erősíti fel. Az énekes madarakhoz hasonlóan énekükkel jelzik azt is, hogy mi az ő territóriumuk. Ez a dal több kilométerre is elhallatszik az erdőben.
Nappal aktív állat, ideje nagy részét a fák ágai között tölti. Főleg leveleket és gyümölcsöket eszik, de kirabolja az ágak közt talált fészkeket és felcsipegeti a különféle rovarokat, sőt, kisebb gerinceseket is.

## Szaporodása
A többi gibbonféléhez hasonlóan monogám párkapcsolatban él. A párok természetesen együtt dalolnak: egyikük a basszus alapot adja, a másik a szólót énekli hozzá, majd váltanak. 230–235 napos vemhesség után csak egy utódot ellik, az ikerszülés igen ritka. A fiatalok 18–24 hónapos korig, tehát általában majdnem két éven át élnek anyatejen, és csak 6–7 évesen válnak ivaréretté odáig szüleikkel élnek, tehát egy gibboncsalád többnyire 3–5 egyedből áll. Élettartamuk akár 25 év is lehet.
Állatkertekben elterjedt faj. 
|  |  |